# 文字隆也
文字隆也（もんじ たかや、1988年3月31日 - ）は、日本の元ラグビー選手。現在帝京大学ラグビー部のBKコーチを務めている。

## プロフィール
- 京都府出身。
- 身長173cm、体重85kg
- ポジションはスタンドオフ(SO)。

## 経歴
京都府出身、伏見工業高校、法政大学を経て、トヨタ自動車に2010年入社。
伏見工業高校では3年時に高校日本一を達成、高校日本代表にも選出された。
その後法政大学に進学、1年時から絶対的司令塔として活躍。4年時には主将も務めた。
2年連続【2008年度、2009年度で関東リーグ戦優秀選手に選出されている。
2018年、現役を引退した。
2022年4月、帝京大学ラグビー部のBKコーチに就任。